# Nos vicinaux
 (janvier 2022).
Si vous disposez d'ouvrages ou d'articles de référence ou si vous connaissez des sites web de qualité traitant du thème abordé ici, merci de compléter l'article en donnant les références utiles à sa vérifiabilité et en les liant à la section « Notes et références ».
Nos vicinaux était une revue périodique publiée selon l'époque de manière mensuelle ou bimestrielle destinée au personnel de la Société nationale des chemins de fer vicinaux (SNCV) en Belgique qui en était l'éditeur. La rédaction était établie au siège de la SNCV rue de la Science 14 à Bruxelles.